# Майстер, Штефан
Штефан Майстер (род. 19 февраля 1975 года) — немецкий ученый политолог, специализирующийся на Восточной Европе; внешней и внутренней политики России. Являлся старшим научным сотрудником в «Европейском совете по международным отношениям», директором в «Германском совете по международным отношениям», приглашенным научным сотрудником в Трансатлантической академии в Вашингтоне.

## Карьера
Штефан Майстер изучал политологию и историю Восточной Европы в университетах Йены , Лейпцига и Нижнего Новгорода. С 2004 по 2007 год проводил исследования в Университете Фридриха Шиллера в Йене, где в 2007 году получил докторскую степень по теме трансформации российской науки и системы высшего образования.
С января 2017 года по март 2019 года Майстер возглавлял Центр Роберта Боша для Центральной и Восточной Европы, России и Центральной Азии , который финансируется Германским советом по международным отношениям (DGAP) .  С июля 2019 года по июль 2021 года Майстер был офис-менеджером Южно-Кавказского региона Фонда Генриха Бёлля в Тбилиси .  Он возглавляет Центр порядка и управления DGAP в Восточной Европе, России и Центральной Азии.
Владеет немецким, русским, английским, польским языками.

## Публикации (подборка)
- Постсоветская университетская система между национальными и международными изменениями. Штутгарт 2012.
- Перекалибровка политики Германии и ЕС на Южном Кавказе. Исследовательский институт DGAP , Берлин, 2010 г.
- Рост без устойчивости. Исследовательский институт DGAP, Берлин, 2009 г.
- Многополярная риторика против односторонних амбиций. Исследовательский институт DGAP, Берлин, 2009 г.
- Постсоветская университетская система между национальными и международными изменениями. Ibidem-Verlag, Штутгарт, 2008 г.
- Российская экономическая политика между государством и рынком. Исследовательский институт DGAP, Берлин, 2008

## В качестве редактора
- Понимание российской коммуникационной стратегии. Институт международных отношений , Штутгарт, 2018.
- Экономия против властных амбиций. Номос, Баден-Баден 2013.